# Borsipa
Borsipa  (sumersko BAD.SI.(A).AB.BAKI, akadsko Barsip in Til-Barsip, arabsko بورسيبا) ali Birs Nimrud je arheološko najdišče v iraški provinci Babilon. Zigurat »Jezični stolp« je eden od najbolj prepoznavnih ohranjenih ziguratov. V pozni talmudski in arabski kulturi so ga povezovali z Babilonskim stolpom.  Sodobni znanstveniki domnevajo, da so ga sumersko-akadski graditelji zgradili v čast lokalnega boga Nabuja, ki so ga imeli  za Mardukovega sina.
Borsipa je bila pomembno sumersko mesto, zgrajeno na obeh bregovih jezera približno 18 km jugozahodno od Babilona. 

## Zgodovina
Borsipa se je v besedilih od obdobja Ur III do selevkidskega obdobja in celo v zgodnjih islamskih besedilih vedno povezovala z Babilonom.  Omenjena je tudi v Babilonskem Talmudu (razprava Šabat 36a). Vedno je bila odvisna od Babilona in nikoli sedež regionalne moči. Od 9. stoletja pr. n. št. je bila na robu kraljestva na meji s Kaldejo.
Judovski zgodovinar Jožef Flavij omenja mesto v povezavi z vojno med Kirom Velikim in Nabonidom. Nabujev tempelj v Borsipi je bil uničen leta 484 pr. n. št. med zatiranjem upora proti ahemenidskemu kralju Kserksu I.

## Arheologija
Leta 1854 je Borsipo raziskoval Henry Creswicke Rawlinson. Večino izkopavanja so opravili njemu  podrejeni vojaki. Osebno je odkril prizme temeljev,  postavljenih  med Nebukadnezarjevo obnovo Nabujevega templja. Od leta 1879 do 1881 je najdišče za Britanski muzej raziskoval Hormuzd Rassam. Njegove raziskave so bile osredotočene predvsem na Nabujev tempelj. Leta 1902 je Borsipo raziskoval Robert Koldewey, tudi on predvsem Nabujev tempelj.
Od leta 1980 so najdišče šestnajst sezon raziskovali znanstveniki univerze Leopold-Franzens-Universität iz Innsbrucka pod vodstvom Helge Piesl-Trenkwalder in Wilfreda Allinger-Csollicha. Sprva so raziskovali velik zigurat E-ur-imin-an-ki, kasneje pa Nabujev tempelj. Izkopavanja zaradi političnega stanja v Iraku trenutno mirujejo. Arheologi in zgodovinarji namesto tega v okviru projekta »Primerjalne študije Borsipa-Babilon« temeljito preučujejo gradiva iz prejšnjih izkopavanj.
Na črnem trgu se je znašlo veliko administrativnih in astronomskih besedil na glinastih tablicah iz Borsipe. Arhivi so se začeli objavljati v 1980. letih. Napis Nebukadnezarja II. (Borsipski napis) poroča, kako je obnovil Nabujev »tempelj sedmih krogov« z »zidaki iz dragocenega lapis lazuli«. Pogled na obnovljeni tempelj je moral biti nepozaben. Avstrijski arheologi so na Nebukadnezarjevem ziguratu odkrili tudi ruševine majhnega stolpa iz 2. tisočletja pr. n. št. Ko je bil zigurat zgrajen, je bil visok 70 m in imel sedem teras. Porušeni zigurat je še vedno visok zavidljivih 52 m nad popolnoma ravno okolico. 
Arheologi so med izkopavanji odkrili tudi nekaj glinastih tablic in upajo, da bodo kdaj odkrili tudi tempeljski arhiv. Na temeljnem kamnu so odkrili napis, ki podrobno opisuje Nebukadnezarjev načrt za obnovo zigurata, da bi bil enak ziguratu v Babilonu. Od slednjega so se ohranili samo temelji. Ne nekem drugem  napisu je Nebukadnezarjeva izjava, da bo Nabujev stolp »segal do neba«. 
Rekonstrukcija stolpa pod pokroviteljstvom Bel-Marduka je v akadščini opisana na valju Antioha I. Soterja, kar kaže na izjemno kulturno kontinuiteto v regiji.

## Galerija
- Izvirna mavčna malta med zidaki iz blata
- Žigosan zidak iz zigurata in Nabujevega templja, 6. stoletje pr. n. št.
- Ruševine okoli zigurata in Nabujevega templja
- Izvirne ploščice na zgornji terasi zigurata
- Gornja površina ruševin zigurata
- Sodobna betonska zaščitna prevleka zidakov
- Ruševine spodnjega dela zigurata in Nabujevega templja
- Žigosan zidak
- Gornji del »Jezičnega stolpa«
- Ruševine »Jezičnega stolpa«
- Ruševine »Jezičnega stolpa«
- Ruševine »Jezičnega stolpa«
- Ruševine zigurata in Nabujevega templja
- Ruševine zigurata in Nabujevega templja